# Box-office Italie 1970-1971
Cet article traite du box-office de la saison cinématographique 1970-1971 en Italie.

## Les 20 premiers
Les films sont classés selon les recettes réelles de la Société italienne des auteurs et éditeurs (SIAE, Società Italiana degli Autori ed Editori), fournies par les volumes Platea in piedi exprimées en lires italiennes,,. Lorsque les données SIAE pour le nombre d'entrées ne sont pas disponibles, les recettes réelles ont été divisées par le prix moyen du billet à l'époque, estimé à 366 lires en  1970-71.
Pour certains titres étrangers, les données SIAE ne sont pas disponibles, la position dans le classement est obtenue sur la base des données disponibles auprès du Giornale dello spettacolo,.
| Rang | Titre                                                               | Pays                                                                        | Réalisateur                                        | Recettes Italie (lires) | Entrées Italie |
| ---- | ------------------------------------------------------------------- | --------------------------------------------------------------------------- | -------------------------------------------------- | ----------------------- | -------------- |
| 1    | Miracle à l'italienne                                               | Drapeau de l'Italie                                                         | Nino Manfredi                                      | 3 995 843 000           | 9 590 432      |
| 2    | On l'appelle Trinita                                                | Drapeau de l'Italie                                                         | Enzo Barboni                                       | 3 104 061 000           | 8 742 787      |
| 3    | La Femme du prêtre                                                  | Drapeau de l'Italie                                                         | Dino Risi                                          | 2 816 043 000           | 7 694 107      |
| 4    | Adieu à Venise                                                      | Drapeau de l'Italie                                                         | Enrico Maria Salerno                               | 2 803 923 000           | 7 660 992      |
| 5    | Little Big Man                                                      | Drapeau des États-Unis                                                      | Arthur Penn                                        |                         |                |
| 6    | Borsalino                                                           | Drapeau de la France · Drapeau de l'Italie                                  | Jacques Deray                                      | 2 447 969 000           | 6 688 439      |
| 7    | Un prêtre à marier                                                  | Drapeau de l'Italie · Drapeau de la France                                  | Marco Vicario                                      | 2 410 226 000           | 6 585 317      |
| 8    | Le Chat à neuf queues                                               | Drapeau de l'Italie · Drapeau de la France · Drapeau : Allemagne de l'Ouest | Dario Argento                                      | 2 387 125 000           | 6 522 199      |
| 9    | Venez donc prendre le café chez nous                                | Drapeau de l'Italie                                                         | Alberto Lattuada                                   | 2 324 565 000           | 6 351 270      |
| 10   | Soldat bleu                                                         | Drapeau des États-Unis                                                      | Ralph Nelson                                       |                         |                |
| 11   | Confession d'un commissaire de police au procureur de la république | Drapeau de l'Italie                                                         | Damiano Damiani                                    | 2 011 046 000           | 5 494 661      |
| 12   | Brancaleone s'en va-t-aux croisades                                 | Drapeau de l'Italie                                                         | Mario Monicelli                                    | 1 882 660 000           | 5 143 879      |
| 13   | Quand les femmes avaient une queue                                  | Drapeau de l'Italie                                                         | Pasquale Festa Campanile                           | 1 858 853 000           | 5 078 833      |
| 14   | Il presidente del Borgorosso Football Club                          | Drapeau de l'Italie                                                         | Luigi Filippo D'Amico                              | 1 854 713 000           | 5 067 522      |
| 15   | Sacco et Vanzetti                                                   | Drapeau de l'Italie                                                         | Giuliano Montaldo                                  | 1 841 789 000           | 5 032 210      |
| 16   | La Fille de Ryan                                                    | Drapeau du Royaume-Uni                                                      | David Lean                                         |                         |                |
| 17   | La Califfa                                                          | Drapeau de l'Italie · Drapeau de la France                                  | Alberto Bevilacqua                                 | 1 691 033 000           | 4 620 309      |
| 18   | MASH                                                                | Drapeau des États-Unis                                                      | Robert Altman                                      |                         |                |
| 19   | Drôles de couples                                                   | Drapeau de l'Italie                                                         | Mario Monicelli, Alberto Sordi et Vittorio De Sica | 1 639 484 000           | 4 479 465      |
| 20   | Le PDG a des ratés                                                  | Drapeau de l'Italie                                                         | Giovanni Grimaldi                                  | 1 592 135 000           | 4 350 096      |